# Vicente Romero Ramírez
Vicente Romero Ramírez (Madrid, 1947) es un periodista español. 

## Biografía
Comenzó como periodista en el diario Pueblo donde trabajó desde 1968 a 1984 como corresponsal de guerra en la guerra de Vietnam, la guerra civil camboyana, crisis humanitarias en Mozambique, Sierra Leona, Somalia, Siria, antigua Yugoslavia, Irak, Afganistán... estando presente en todos los puntos de interés en los últimos cuarenta años. Ha trabajado en el área de Internacional de los servicios informativos de RTVE cuyos reportajes como enviado especial han tenido difusión tanto en programas de TVE, como Informe semanal, En portada, los Telediarios, o a través de RNE. Dirigió y presentó el programa Buscamundos.
Es también conferenciante y especialista en cine mudo. Dirigió las series de televisión "Imágenes Perdidas", sobre el cine mudo español,                       e "Imágenes Prohibidas", historia de la censura cinematográfica en España, que recibió el Premio Especial del Festival de Cine Documental de Bilbao en 1994. 
La Asociación Pro Derechos Humanos de España le concedió el Premio de Periodismo de los Premios Derechos Humanos 2006. Cruz Roja Española le otorgó su Medalla de Oro. Posee otros premios: Ondas Internacional, el Víctor de la Serna de la Asociación de Prensa de Madrid, el Premio del Club Internacional de Prensa, el Cirilo Rodríguez, etc.

## Premios
- Premio Especial del Festival de Cine Documental de Bilbao en 1994
- Premio Ondas Internacional de 1995
- Premio del Unicef en 1995
- Premio Especial 50º Aniversario del Unicef (1996)
- Premio Víctor de la Serna de la Asociación de la Prensa de Madrid a la mejor labor periodística en 1996
- Finalista en el Festival de New York (1996)
- Mención del Jurado del Festival de Montecarlo (1998)
- Medalla Mundial del Festival de Nueva York (1999).
- Premio Bravo de la Conferencia Episcopal (1999)
- Premio Manos Unidas (1999) (documental sobre prostitución infantil en Asia)
- Premio Cirilo Rodríguez al Mejor Corresponsal (1999)[16]
- Premio del Club Internacional de Prensa  al Mejor Corresponsal Español en el Extranjero (2000).

## Obras
- África en lucha. (1976). Ediciones FELMAR. ISBN 84-379-0080-8
- Chile, terror y miseria. (1977)  Ediciones Mayler ISBN 8440022166
- Guerra y revolución en Guinea Bissau: los afrocomunistas. (1981) Textos del Tercer Mundo. Editorial Molinos de Agua.ISBN 848576109X
- La OTAN a lo claro (1981)  Libro colectivo realizado  por Luis Otero, Alberto Revuelta y otros. Editorial Popular. ISBN 9788485016426
- Joyas del cine mudo. (1996). Editorial Complutense, S.A. ISBN 978-84-89365-56-8
- Pol Pot, el último verdugo. (1998). Editorial Planeta, S.A. ISBN 978-84-08-02328-9
- Misioneros en los infiernos. (1998). Editorial Planeta, S.A. ISBN 978-84-08-02567-2
- Los placeres de La Habana. (2000). Editorial Planeta, S.A. ISBN 978-84-08-03510-7
- El miedo es un camello ciego. (2002). Ediciones Destino, S.A. ISBN 978-84-233-3453-7
- Donde anidan los ángeles. (2004). Ediciones Destino, S.A. ISBN 978-84-233-3666-1
- Palabras que se llevó el viento. (2005). Ediciones Espejo de Tinta. S.L. ISBN 978-84-96280-44-1
- El alma de los verdugos. (2008). En colaboración con Baltasar Garzón Real, (1955- ). RBA LIBROS. ISBN 978-84-9867-002-8
- Habitaciones de soledad y miedo. (2016). Ediciones Akal. S.A. ISBN 978-84-945283-2-3
- Tierra de zombis. Vudú y miseria en Haití. (2019)  Ediciones Akal. S.A. ISBN  978-84-16842-20-9[17]
- Cafés con el diablo. (2021) Ediciones Akal. S.A. ISBN 978-84-16842-72-8[18]
- Los señores de las tijeras (2023) Ediciones Akal. ISBN 978-84-16842-84-1[19]